# 멜라니 베르니에
멜라니 베르니에(Mélanie Bernier, 1985년 1월 5일 ~ )는 프랑스의 배우이다.

## 출연 작품
- 투 더 탑 (2017)
- 더 애플 오브 마이 아이 (2016)
- 우리의 미래 (2015)
- 최악의 이웃과 사랑에 빠지는 방법 (2015)
- 레 가망 (2013)
- 더 인포먼트 (2013)
- 희생양(영어판) (2013)
- 사랑은 타이핑 중! (2012)
- 시작은 키스! (2011)
- 마거릿과 함께 한 오후 (2010)
- 어썰트 (2010)
- 르 코치 (2009)
- 파세-파세 (2008)
- 모던 러브 (2008)
- 그의 위대한 광산 (2007)
- 타임 오브 펜홀더 (2006)